# Josef Motyka
Josef Motyka (1793 – 1865) byl slezský a rakouský politik, během revolučního roku 1848 poslanec Říšského sněmu.

## Biografie
Uvádí se jako vojenský důchodce a dohlížitel na jablunkovské šance.
Během revolučního roku 1848 se zapojil do politiky. Ve volbách roku 1848 byl zvolen na ústavodárný Říšský sněm. Zastupoval volební obvod Frýdek. Uvádí se jako hejtmanský auditor na penzi. Patřil ke sněmovnímu bloku pravice, do kterého náležel český politický tábor, Národní strana (staročeši). Na sněmu se profiloval jako obhájce zrušení poddanství. Později byl pro své názory stíhán úřady. 5. září 1848 informoval obyvatele svého volebního obvodu o jednání sněmu.